# Inondations de 2024 en Asie centrale
En avril 2024, d'importantes inondations touchent plusieurs régions du Kazakhstan et de Russie, en particulier dans l'Oural et en Sibérie.

## Évènements
La fonte des neiges entraîne des crues qui provoquent notamment la rupture du barrage d'Orsk. L'état d'urgence fédéral est déclaré dans l'oblast d'Orenbourg (Russie). Des dizaines de milliers de personnes sont évacuées, dont plus de 16 000 au Kazakhstan. En Russie, près de 18 000 maisons sont inondées. Au Kazakhstan, les inondations font au moins 7 morts et 2 disparus.